# Appel
Appel este o comună din landul Saxonia Inferioară, Germania.